# Kırka-Phrygische Caldera
Die Kırka-Phrygische Caldera ist ein etwa 360 km2 (24 km × 15 km) großer tektonisch bedingter vulkanischer Einsturz-Kraterkessel im miozänen Vulkankomplex von Eskişehir–Afyon in der Türkei. Sie liegt im nordwestlichen Inneranatolien im Umfeld der Stadt Kırka im Landkreis Seyitgazi (Provinz Eskişehir) und erstreckt sich in etwa von 39°12'30" bis 39°24'42" nördlicher Breite sowie von 30°19'00" bis 30°33'54" östlicher Länge zwischen den Dörfern Ikizyayla im Norden, Büyükyayla im Süden, Yarbasan im Osten und Makasalanı im Westen weitestgehend im Bereich der Provinz Eskişehir.

## Zum Namen
Das Gebiet um Kırka wurde erst Anfang der 1980er Jahre von den türkischen Geologen Salrih Gök, Asli Cakir und Ali Dündar auf Borat-Vorkommen hin geologisch kartiert. Aufgrund einer noch sehr jungen Erkundungsstudie durch die türkischen Geologen Ioan Seghedi und Cahit Helvacı wurde die bis dato nicht identifizierte Einsturzcaldera auf Basis dieser Kartierungen in ihrer Struktur erst 2016 erkannt und unter der Bezeichnung „Kırka-Phrigian Caldera“ bekannt gemacht. Der Name leitet sich zum einen von „Kırka“, der wichtigsten Stadt innerhalb des Calderagebiets, ab, zum anderen von seiner unmittelbaren Umgebung, wo im 8.–6. Jahrhundert v. Chr. die anatolische Zivilisation der phrygische Kultur beheimatet war.

## Geologisch-tektonische Hintergründe
Die Region des westlichen Anatolien besteht aus verschiedenen tektonisch-stratigraphischen Platten-Einheiten, die während eines großräumigen Kompressionsvorgangs vor der geologischen Zeit des Miozäns zusammenwuchsen. Dazu gehören die Sakarya-Zone im Norden (westlicher Pontus) und der Anatoliden-Tauriden-Block (Teile Inneranatoliens und des Taurus einschließlich des kristallinen Menderes-Massivs) im Süden, die im Westen Anatoliens durch die İzmir-Ankara-Suturzone (Subduktionszone) getrennt sind, jene Nahtstelle, an der Kontinente oder Kontinentteile nach der Subduktion eines dazwischen liegenden ozeanischen Bereichs (Tethys) kollidiert waren. Sie entspricht dem Raum zwischen den ehemaligen Plattengrenzen (Plattenrändern) und wird zumeist durch ozeanische Lithosphären-Reste (Ophiolithe) markiert, die mit der Schließung des Tethys-Ozeans und der Kollision dieser Kontinentalblöcke zusammenhängen. Die İzmir-Ankara-Suturzone wiederum gliedert sich dort grob in die Bornova-Flyschzone sowie in die Afyon-Zone, eine devonisch-paläozänen klastische und karbonatische Schelf-Abfolge, die zu Grünschieferfazies metamorphisiert wurde, und die Tavşanlı-Zone, repräsentiert durch paläozoische metamorphe Gesteine, einen mesozoischen Ophiolithkomplex und eozäne fossilhaltige Kalksteine. Auffälligerweise werden diese Einheiten Im Gebiet von Kırka diskordant von nicht metamorphen marinen Flachwassersedimenten aus dem Untereozän überlagert, die aus Siltsteinen (Schluffstein, Schluffmergel, Aleurolith), mergeligen Kalksteinen und Kalksteinen bestehen. Hier liegt über dem Grundgebirge zwischen der Tavşanlı- und der Afyon-Zone die von paläozoischen Metamorphiten, einem mesozoischen Ophiolith-Komplex und eozänen marinen fossilhaltigen Kalksteinen umgebene Kırka-Phrygische Caldera.

## Tektonische Prozesse vor der Caldera-Bildung
Vor etwa 21-10 Mio. Jahren war es im Zusammenhang mit der lokaler Plattentektonik im Miozän in der gesamten Westtürkei zu Prozessen von Dehnung, Krusten-Verdünnung und (alkalisch-kalkalkalischem) Vulkanismus mit Bildung von Vulkangesteinen mit unterschiedlichem Gehalt an Kieselsäure gekommen. Dabei führte die Dehnung zur Formung einer Reihe von Nord- bis Nordost gerichteten, von Verwerfungen begrenzten Becken im nördlichen Teil des Menderes-Massivs und der angrenzenden Zone zwischen Izmir und Ankara, wobei in Westanatolien plutonische und vulkanische Gesteine größtenteils entlang nordost-südwestlich verlaufender Strukturen abgelagert wurden. Dazu zählt auch das Becken von Kırka.
Generell bestehen die Basisgesteine des Kırka-Beckens aus den Ophiolithen des subduzierten Anatoliden-Tauriden-Blocks unter die Sakarya-Zone sowie aus den hochmetamorphen Gesteinen der Afyon- und der Tavşanlı-Zone. In der Zeit vor 21-14 Millionen Jahren, als nach der Plattenkollision die magmatische Aktivität im nördlichen Teil der Region während des Eozäns begann und sich im späten Miozän nach Süden hin fortsetzte, füllten sich diese Becken mit kontinentalen Sedimenten und Produkten eines kalkalkalischen Vulkanismus, deren Magmen sich durch eine hohe Konzentration von Aluminium- und Eisen-Oxid sowie an Alkali-Elementen auszeichnen (siehe oben). Die vor-miozänen Grundgebirge Westanatoliens sind deshalb größtenteils mit neogenen Vulkan- und Sedimentgesteinen durchsetzt. Im Kırka-Becken repräsentieren somit Basalt-, Trachyandesit - und zeitgleiche Rhyolith-Gesteine sowie Pyroklastika aus der Zeit von vor 21–17 Mio. Jahren eine alkalische Vulkanphase. Große rhyolithische Ignimbrit-Formationen, die zwischen Tavşanlı und Afyon weithin sichtbar sind, stehen in engem Zusammenhang mit der tektonischen Ausdehnung dieser Region. Die im Vulkanfeld von Kırka, Afyon und Isparta gewonnenen Daten erbrachten zudem – allerdings erst seit wenigen Jahren – auch die Erkenntnis einer Caldera-Struktur im Becken von Kırka, die mittlerweile unter der Bezeichnung „Kırka-Phrygische Caldera“ bekannt wurde.

## Bildung der Caldera

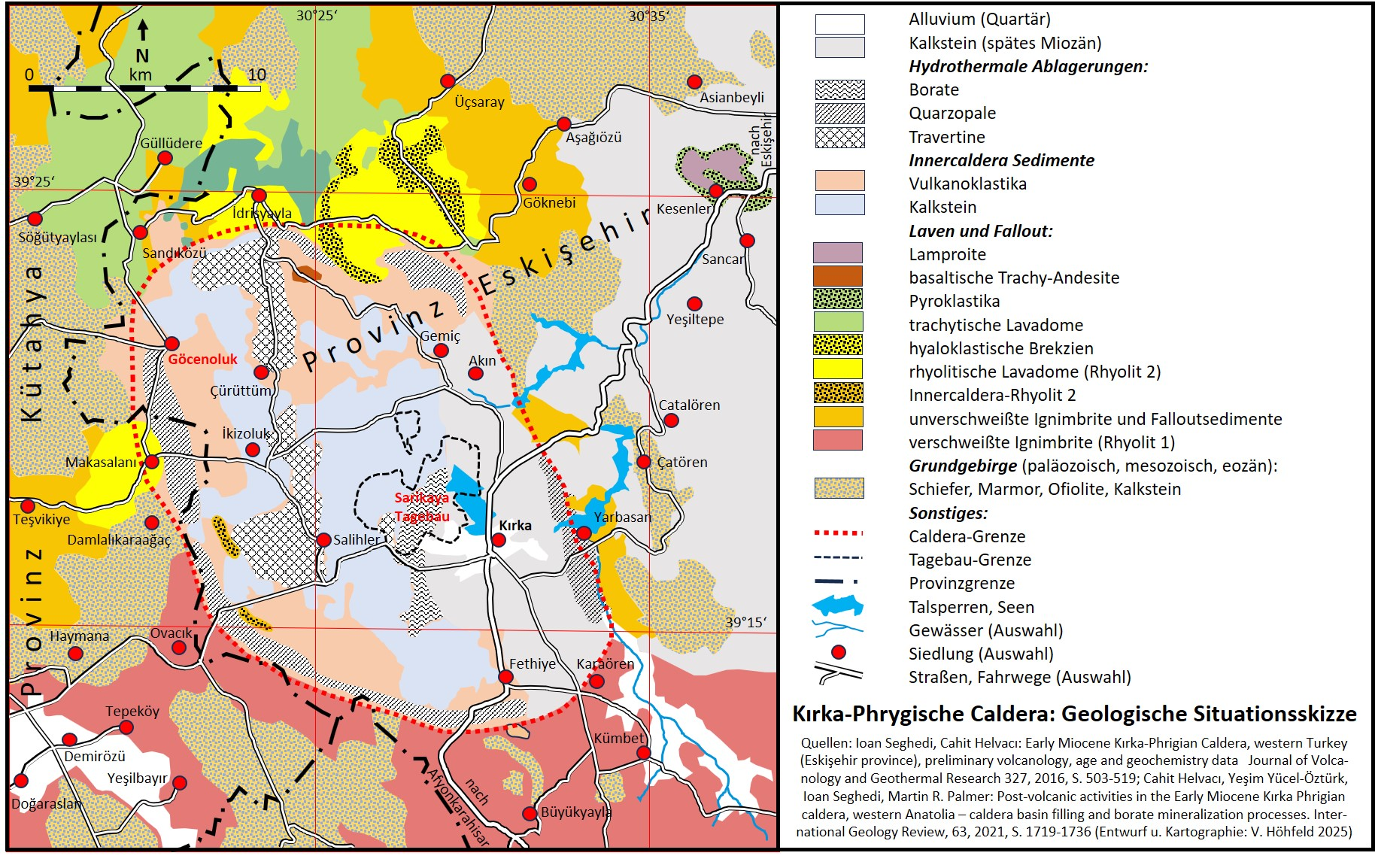
Die Kartenskizze zeigt die geologische Situation der „Kırka-Phrygischen Caldera“ im Bereich des Beckens von Kırka im nordwestlichen Inneranatolien südöstlich von Seyitgazi in der Provinz Eskişehir (Türkei).

Calderen als Einstürze großer explosiver Ausbrüche von Vulkanen durch Absacken gefolgt von einem kolbenartigen Absinken sind zumeist begrenzt durch nahezu vertikale ringartige Verwerfungen. Entsprechende weltweite Beispiele dafür sind zahlreich. Bohrungen bei Kırka deuten darauf hin, dass sich der Boden der Kırka-Phrygischen Caldera etwa 1000–1200 m unter der heutigen Oberfläche befindet. Nach dem vulkanischen Kollaps produzierte die Caldera am nördlichen Rand vor etwa 18,6 Millionen Jahren während einer Reihe von weiteren Einsturzereignissen große Mengen an Ignimbrit innerhalb und außerhalb der Caldera. Dabei wurden Sedimentation und Vulkanismus mit einer großen Bandbreite an Zusammensetzungen innerhalb der Caldera durch eine Reihe vulkanischer Strukturen (Dome und Laven) sowie durch den Kollaps verursachte Verwerfungen gesteuert. Danach kam es zu einem Übergang zu eher episodischem rhyolithischem, basaltisch-trachytisch-andesitischem, trachytischem und lamproitischem (Lamproit) Vulkanismus innerhalb und außerhalb der Caldera, der zunächst von der Bildung rhyolithischer Dome geprägt war, gefolgt von trachytischen Domen, die diese teilweise überlagern. Die am nördlichen Calderarand entstandenen Rhyolithdome sind von einer Hyaloklastit-Brekzienhülle umgeben, die auf eine unterseeische Umgebung während der Dombildung schließen lässt. Nach der Caldera-Bildung ausgetretene Basalt-Trachy-Andesite und die Lamproite des Kesenler-Vulkans (8 km nordöstlich der Calderagrenze) lieferten ein Alter von 16,92 bzw. 16,21 Mio. Jahren. Ihre Vulkanprodukte sind etwa 1 Mio. Jahre nach den Rhyolithen entstanden und wurden mit einem Alter von 16,2 Mio. Jahren als jüngste eingestuft.

## Ablagerungen nach der Calderabildung

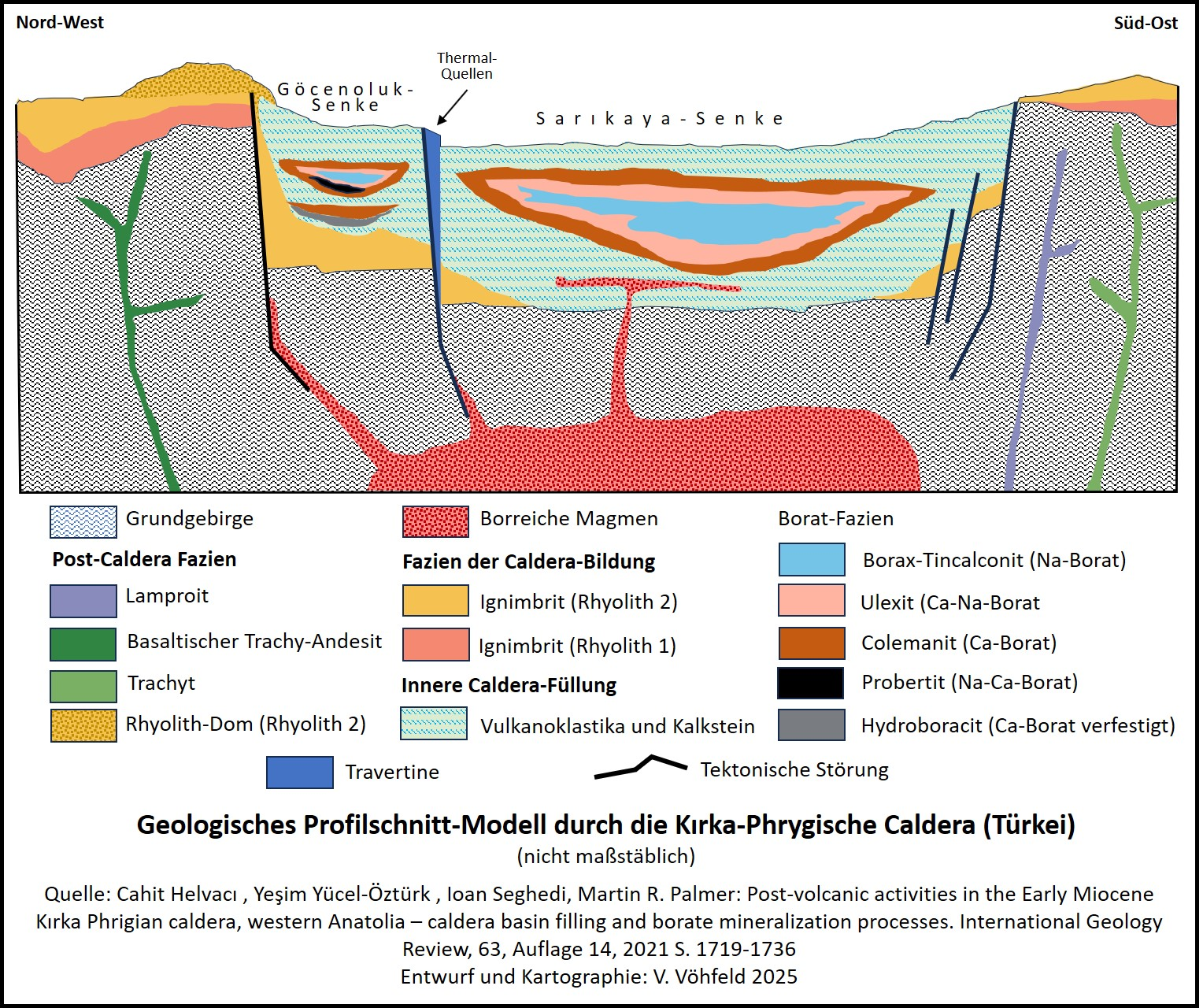
Die Modell-Skizze zeigt den geologisch-tektonischen Profilschnitt durch die Kırka-Phrygische Caldera im Becken von Kırka im nordwestlichen Inneranatolien südöstlich von Seyitgazi in der Provinz Eskişehir (Türkei).

Auf die Calderabildung folgten neben der Umformung der vulkanoklastischen Ablagerungen die Einlagerung gelegentlicher Zwischenschichten von Laven oder Schluffsteinen sowie späte hydrothermale Aktivitäten, die Travertinablagerungen, Kieselsäure- und Boratmineralisierungen hervorbrachten. Die Caldera-Verfüllungen bestehen aus Tonstein, Schlammstein, Sandstein und dolomitischem Kalkstein, die mit vulkanoklastischen und Boratablagerungen gemischt sind. Bohrungen im Gebiet Göcenoluk dokumentierten eine mächtige Abfolge von Dolomiten, Tuffen und drei separaten Borat haltigen Einheiten. Gleichzeitig mit der vulkanischen Aktivität während des Miozäns in Westanatolien hatten sich offenbar lakustrine Ablagerungen in mehreren Becken entwickelt, die heute in engem Zusammenhang mit wirtschaftlichen Borat-Vorkommen stehen, so neben den Becken von Sultançayır (bei Susurliuk), Bigadiç, Kestelek (bei Mustafakemalpaşa) und Emet auch im Becken von Kırka. Damals waren dort auf ophiolitischen Gesteinen der İzmir‐Ankara Suture Zone terrestrische Sedimente aus dem unteren Miozän mit Borat-Vorkommen abgelagert worden, die allesamt als Evaporite oder chemische Niederschläge in geschlossenen kontinentalen Becken unter ariden bis semiariden Bedingungen in Westanatolien entstanden. Sie sind rezent aus kommerzieller Sicht als größere Lagerstätten äußerst bedeutsam. So enthält der westliche Teil des Kırka-Beckens überwiegend lakustrine Sedimente aus dem unteren Miozän mit Borat-Vorkommen. Im Gegensatz zu den anderen westanatolischen Borat-Lagerstätten befindet sich hier die Borate innerhalb einer Caldera im Bereich des Kırka-Beckens: in der Kırka-Phrygischen Caldera.

## Boratlagerstätten der Kırka-Phrygischen Caldera
Die Borate im Inneren der Caldera folgen einem etwa N-S verlaufenden Störungssystem, das sich nach der Calderabildung vermutlich bei regionaler tektonischer Reaktivierung und/oder Magmaaustritten eingestellt hatte, wobei das Maximalalter der Boratmineralisierung mit einem Alter zwischen 18,59 ± 0,05 und 18,83 ± 0,07 Mio. Jahren, das Minimalalter mit 16,92 ± 0,05 Mio. Jahren bestimmt wurde. Die Boranreicherung war vermutlich auf die Auslaugung des Vulkangesteins in der Caldera durch heißes Niederschlags/Oberflächenwasser und die hydrothermale Entgasung zurückzuführen. Dabei entstanden auch Lösungen, die unterschiedlich mit Lithium, Schwefel, Strontium und Arsen angereichert waren. Mit einem Gehalt von 20–25 Gewichtsprozenten an Bortrioxid (B₂O₃) ist die Abbau-Grube von Kırka Sarıkaya das größte Borax-Vorkommen der Türkei. Die Lagerstätte in der Kırka-Phrygischen Caldera enthält eine über 400 m mächtigen Abfolge von Sedimentgesteinen und besteht (von unten nach oben) aus 80 m Vulkangestein und Tuffen, 80 m (unterem) Kalkstein, 40 m (unterem) Tonhorizont (Aluminiumsilikat) mit eingelagerten Mergeln und Tuffen, 70–145 m Boratlagen, 60 m (oberem) Tonstein mit Tuff, Mergel und dünnen Kohlebändern sowie > 50 m (oberem) Kalkstein. Die Boratabfolge liegt im zentralen Teil der Sarıkaya-Senke und bildet dort eine bis zu 145 m mächtige Einheit, die im Tagebau abgebaut wird. Das Deckgebirge ist 5 bis 130 m mächtig und besteht hauptsächlich aus Ton- und Kalksteinen. Die Lagerstätte enthält einen > 50 m mächtigen Boraxkörper, der von einer dünnen, Ulexit-reichen Fazies und einer Colemanit-reichen Fazies sowie dolomitischem Tonstein umhüllt ist. Weitere Calcium-, Natrium-, Magnesium- und Strontium -Borate kommen in untergeordneten Mengen vor.
Im Gebiet von Kırka-Göcenoluk, 10 km nordwestlich des Kırka-Sarıkaya-Tagebaus, erbrachten 2008–2009 diverse Tiefbohrungen eine 500 m mächtige Abfolge von Kalksteinen, Dolomiten, Tuffen und drei Borat haltigen Fazies, während in den unteren 700 m der nördlichsten Bohrung Ignimbrite und vulkanoklastische Ablagerungen als vorherrschende Gesteinsschichten festgestellt wurden, die von einer Abfolge von Tonen, Mergeln und Kalksteinen aus dem mittleren Miozän überlagert werden. Die dortigen drei Borateinheiten bestehen aus Ca-Na-Boraten (Probertit und Ulexit). Zahlreiche kleine Tunellit-Kristalle sind über die gesamte Abfolge verstreut. Die dortige Boratabfolge in einer der Bohrungen von 2008 besteht hauptsächlich aus einer oberen, etwa 100 m dicken Probertit-Einheit, die über einer unteren, ca. 100 m mächtigen Borax-Einheit liegt. Die untere Borax-Lage besteht aus massiven Schichten größerer Kristalle, die mit Tuffen und Dolomiten durchsetzt sind.
Die Hauptunterschiede zwischen den Gebieten Sarıkaya und Göcenoluk bestehen darin, dass in Sarıkaya Boraxablagerungen unter Wasser stattfanden, während im Gebiet Göcenoluk reichlich Karbonatsedimente sowie mehrere Zyklen der Bormineralablagerung vorhanden sind. Diese und weitere sedimentologische Merkmale legen nahe, dass sich die beiden Lagerstätten innerhalb der Caldera in getrennten Unterbecken gebildet haben. Der enge räumliche und zeitliche Zusammenhang zwischen Boratablagerungen und den riesigen frühmiozänen Ignimbrit-Lagerstätten, die die Kırka-Phrygische Caldera umgeben, deutet stark darauf hin, dass die Ignimbrite die Hauptquelle für die Borsedimente waren. Das Bor wurde durch geothermische Flüssigkeiten und postvulkanische Gase transportiert, die in warmes Wasser am Grund eines „Paläo-Sees“ in der Caldera austraten und dann während Sedimentations- und Verdunstungszyklen konzentriert wurden, wobei der Großteil der Mineralisierung entlang eines von Nord nach Süd verlaufenden Verwerfungssystems erfolgte.